# ディオゴ島
ディオゴ島(ディオゴとう、英語: Diogo Island)はフィリピン北部、バタネス諸島に存在する無人の火山島。現地の言葉ではディネム島として知られている。ディオゴ島は海から突き出た岩山であり、全ての海岸線が絶壁な上に海流が激しいため上陸が難しく、事実上不可能となっている。死火山であり、かなり海洋侵食を受けている。

## 地理
ディオゴ島は小さいものの、513mの山があり、1210mほどの直径で、イトバヤット島の南岸から東に6000mほどの位置に存在する。西側は急勾配で、東側にはいくつかの小島があり、最も外のものは800mほど離れている。

## 歴史
1903年にディオゴ島は蒸気と暗いものを噴出し火山であることが確認されたとしているが、1908年の別の観測によれば、これらは時折山の周りに浮かぶ小さな雲であると考えられている。この山はフィリピン火山地震研究所によると休火山とされている。

## 以前の名前
古いスペインの地図では、ディオゴ島はIsla Diego、Rodontaと言う名前で表されている。